# Wilfried Spinner

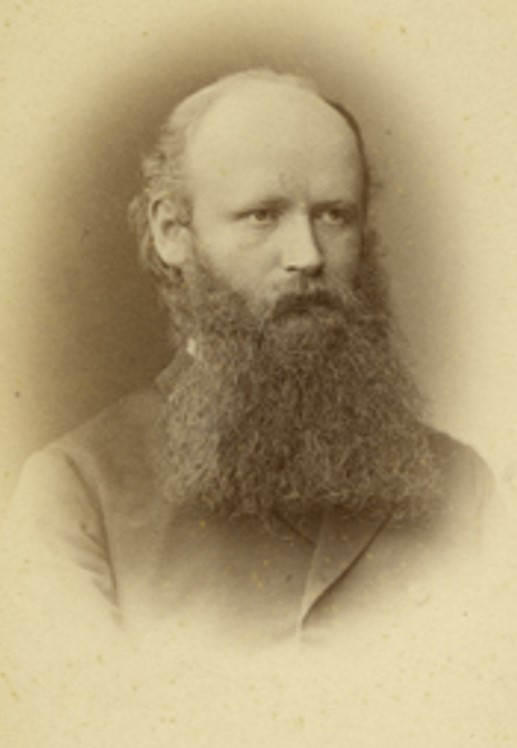
Wilfried Spinner

Wilfried Spinner (* 12. Oktober 1854 in Bonstetten bei Zürich; † 31. August 1918 in Weimar) war ein Schweizer Theologe und Missionar.

## Leben und Werk
Wilfried Spinner verbrachte seine Jugendjahre in den Pfarrgemeinden seines Vaters, Bonstetten und Fällanden. Nach dem Studium der Theologie an der Universität Zürich und der Ordination 1877 übernahm er die Pfarrstelle im Dorf Dinhard im Bezirk Winterthur. 1884 war er Mitgründer des aus der liberalen Theologie des 19. Jahrhunderts hervorgegangenen „Allgemeinen Evangelisch-Protestantischen Missionsvereins“ (AEPM).
1885 reiste er dessen erster Missionar nach Japan und gründete die deutsche evangelische Gemeinde in Tokio, 1886 in Yokohama. Sein Interesse galt aber auch der Religiosität der japanischen Bevölkerung. Er besorgte sich Bilder zu populären religiösen Figuren, Pilgerstätten und Glaubenswegen und verwendete diese für religionshistorische Studien. 1891 kehrte Wilfried Spinner nach Europa zurück, im selben Jahr promovierte ihn Universität Zürich zum Dr. theol. h. c.
1892 heiratete er die Schweizerin Bertha Stoll, die Tochter von Georg Stoll (1818–1904), dem damaligen Direktor der Schweizerischen Kreditanstalt. Kurz vor seinem Tod kaufte Wilfried Spinner in Zollikon bei Zürich den alten Weinbauernhof «zu den drey Tannen» mit Haupthaus, Stöckli und Scheune, mit 3000 m2 Land. Er erlebte den Umzug nicht mehr und wurde in Weimar beigesetzt.